# Elektrownia Porąbka-Żar
Elektrownia Porąbka-Żar – druga co do wielkości elektrownia szczytowo-pompowa w Polsce (po elektrowni Żarnowiec) i jedyna w kraju elektrownia podziemna mieszcząca się w Międzybrodziu Bialskim, w obrębie kaskady rzeki Soły. Pierwszy hydrozespół zsynchronizowano z siecią państwową 6 stycznia 1979 r. Ostateczny odbiór elektrowni nastąpił 31 grudnia 1979 roku. Operatorem elektrowni jest holding PGE.

## Historia
Myśl o budowie polskiej elektrowni szczytowo-pompowej zrodziła się w latach przedwojennych w okresie budowy zapory w Porąbce, a jednym z pierwszych pomysłodawców był nadzorujący jej projektowanie Gabriel Narutowicz, późniejszy prezydent II RP. W myśl jego koncepcji miała to być elektrownia o mocy 200 MW, nie sprecyzował on jednak lokalizacji zakładu. Głównym pomysłodawcą budowy elektrowni szczytowo-pompowej w rejonie góry Żar był Kazimierz Dachowski, który w swoim opracowaniu Elektrownie Wodne Pompowe Żydowo, Żar-Porąbka, Włocławek, Łapino, wykonanym w 1952 roku, wysunął po raz pierwszy propozycję budowy elektrowni Porąbka-Żar i przedstawił jej wstępną koncepcję.
W oparciu o opracowane przez Energoprojekt Warszawa studium lokalizacji elektrowni pompowych w Polsce, najkorzystniejszą z 235 propozycji okazała się elektrownia w masywie góry Żar. Przesłankami, które zdecydowały o wybraniu takie lokalizacji były m.in.:
- wyjątkowo korzystne warunki topograficzne umożliwiające uzyskanie dużego (440 m) spadu wody przy małej odległości między zbiornikami[1],
- możliwość wykorzystania istniejącego już w ramach kaskady rzeki Soły zbiornika piętrzonego przez zaporę Porąbka, czyli Jeziora Międzybrodzkiego[potrzebny przypis],
- bliskość aglomeracji górnośląskiej oznaczająca duże zapotrzebowanie na moc szczytową[potrzebny przypis].

Prace projektowe rozpoczęły się w 1964 roku. W latach 1964–1968 opracowano założenia techniczno-ekonomiczne, które przedstawiono władzom. W dniu 27 czerwca 1968 r. Komisja Planowania przy Radzie Ministrów podjęła oficjalną uchwałę o budowie elektrowni wodnej pompowej pod nazwą Porąbka-Żar. W ramach projektu wstępnego opracowano 5 wariantów, które różniły się między sobą usytuowaniem budynku elektrowni oraz prowadzeniem sztolni doprowadzających wodę. Końcowy układ technologiczny elektrowni uściślił się w roku 1971.
Budowa elektrowni (jej zbiornika górnego) spowodowała konieczność przeniesienia na środkowe, niższe stoki góry Żar lotniska dla szybowców, które od roku 1936 znajdowało się na jej szczycie, gdzie działa nadal.

## Budowa
Roboty przygotowawcze rozpoczęto w roku 1969, które w roku 1970 nieznacznie wyhamowały z powodu braku środków finansowych. W ramach tych prac wybudowano drogi dojazdowe, drogę na górę Żar i most na rzece Sole – łącznie 10,5 km dróg. Równolegle usypywano place budowy i budowano infrastrukturę zaplecza. Zbudowano osiedle mieszkaniowe dla pracowników budowy i przyszłych pracowników elektrowni. Zabudowa objęła 16 domów jednorodzinnych, 3 bloki ośmiorodzinne i 4 hotele robotnicze dla 500 pracowników z docelowym przeznaczeniem na ośrodek wczasowy dla pracowników energetyki. Po ogłoszeniu stanu wojennego hotele robotnicze przeznaczono dla służby zdrowia i obecnie zajmowane są przez Państwowy Zakład Opiekuńczo-Leczniczy dla ok. 235 pacjentów. Rozwinięto zaplecze Górskiej Szkoły Szybowcowej. Dla całej nowej infrastruktury powstała sieć wody pitnej i przemysłowej, wybudowano również oczyszczalnie ścieków. Z nowych wodociągów korzystała też część wioski Międzybrodzie Żywieckie. Równocześnie z powstającą infrastrukturą prowadzono bardzo intensywne prace badawcze i dokumentacyjne.
W 1970 rozpoczęto właściwe prace górnicze. Przedsiębiorstwo Robót Górniczych Mysłowice wydrążyło sztolnię zwiadowczą (obecnie sztolnię kablową) w kierunku przyszłej komory elektrowni.

### Zbiornik górny
Zbiornik górny jest całkowicie sztucznym zbiornikiem bez dopływu naturalnego. Ma kształt zbliżony do elipsy, której krótsza oś ma ok. 250 m, a dłuższa około 650 m. Objętość całkowita zbiornika wynosi 2,3 mln m³, a objętość użytkowa 2 mln m³. Powierzchnia korony zbiornika wynosi 14 ha, a jej rzędna 761 m n.p.m. jest równa wysokości góry Żar przed rozpoczęciem budowy. Maksymalna wysokość ziemnych obwałowań wynosi 50–60 m, a szerokość ich korony do 5 m.

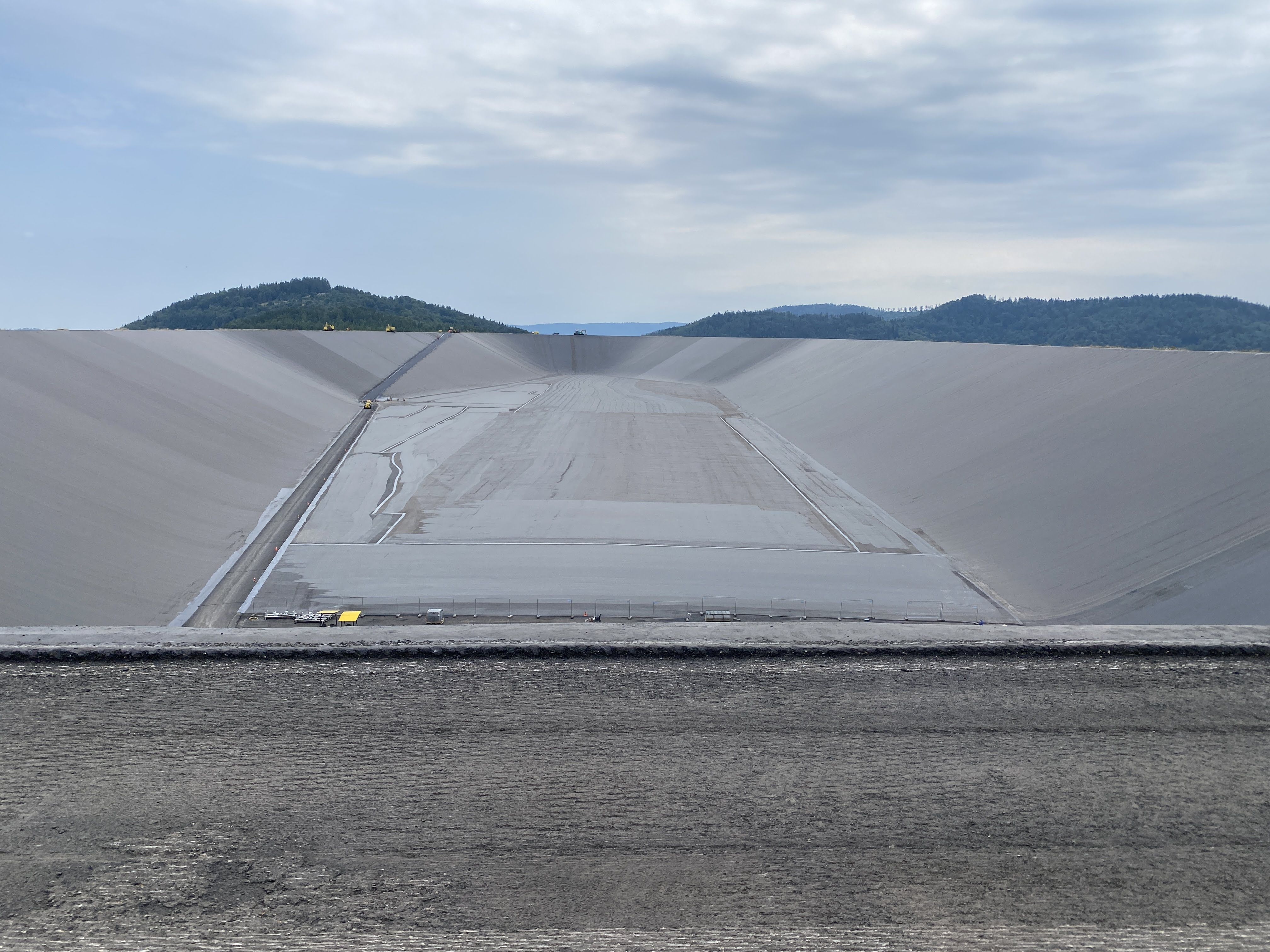
Zbiornik Górny w czasie remontu w 2024 r.

Pierwszy sprzęt ciężki na budowie zbiornika pojawił się jesienią 1971 r. Budowa wymagała wykonania 2,5 mln m³ robót skalnych. Odprowadzenie ewentualnych przecieków ze skarp i dna zostało zrealizowane za pomocą galerii kontrolno-drenażowej pod dnem zbiornika. Obwałowania wykonano ze skał wybranych z dna przyszłego zbiornika oraz ziemi i uszczelniono je asfaltobetonem. W czasie budowy doszło do osunięcia się skał na południowej skarpie obwałowania. Roboty naprawcze wymagały wymiany 300 tys. m³ ziemi i skał.
W skarpie zachodniej usytuowano górne ujęcie wody. Ujęcie jest konstrukcją betonową, posiada dwa wloty do sztolni wysokociśnieniowych zabezpieczone kratami i posiadające zastawki remontowe oraz robocze zasuwy podnoszone hydraulicznie.
Objętość zbiornika pozwala na 4 godziny pracy generatorowej. Czas pompowania wody do zbiornika górnego to 5,5 godziny.

### Sztolnie upadowe
Do komory elektrowni woda doprowadzana jest z ujęcia górnego dwiema sztolniami upadowymi o nachyleniu 36° i długości 872 m każda. Sztolnie zostały opancerzone od wewnątrz elementami stalowymi, których grubość zwiększa się w miarę zbliżania się do komory i wynosi 16 mm w górnej części i 52 mm w dolnej. Sztolnie zwężają się stopniowo z 4,33 do 3,30 m przy komorze. Puste miejsce pomiędzy ścianami wyrobiska a opancerzeniem wypełniono betonem. Każda ze sztolni rozdziela się na dwie prowadzące do hydrozespołów sztolnie turbinowe. Odległość między osiami sztolni jest zmienna i wynosi 20 m przy ujęciu górnym i 50 m przed rozgałęzieniem.

### Komora elektrowni
Żelbetowa komora elektrowni jest wydrążona w skałach trudnego w obróbce fliszu karpackiego. Ma 27 m szerokości, 40 m wysokości i 125 m długości. Komora jest podzielona na trzy części:
- elektryczną – obejmuje nastawnię, rozdzielnie potrzeb własnych, urządzenia wentylacji i klimatyzacji, pomieszczenia socjalne, zlokalizowana od strony południowej,
- płaszczyznę montażową – zajmuje środkową część komory, pomiędzy hydrozespołami 2 i 3, ułatwia prace remontowe,
- mechaniczną – obejmuje część zawierającą 4 hydrozespoły odwracalne z własnymi transformatorami blokowymi.

### Sztolnie odprowadzające i komora uderzeń
Za hydrozespołami sztolnie turbinowe łączą się w pary w sztolnie zbiorcze, by ostatecznie złączyć się w jedną sztolnię odpływową o średnicy 6 m. Wszystkie sztolnie są wyposażone w stalowe opancerzenia. Łączna długość sztolni odprowadzających wynosi około 500 m. Tuż za zbiegiem sztolni zbiorczych umieszczono komorę uderzeń, połączoną z atmosferą, której zadaniem jest tłumienie uderzeń wody w czasie odstawień hydrozespołów, szczególnie awaryjnych. Ma kształt walca o wysokości 38 m i średnicy 14 m. Komora połączona jest z derywacją odprowadzającą szybem o średnicy 4,5 m i długości 20 m. Od stropu komory odprowadzono szyb połączony z powierzchnią i zakończony budynkiem nadszybia. Komora ma obudowę żelbetową grubości 1 m.

### Zbiornik dolny
Zbiornikiem dolnym jest sztuczne Jezioro Międzybrodzkie. Sztolnia odprowadzająca jest zakończona dolnym ujęciem wody posiadającym podwójne wloty z zamknięciami roboczymi i zastawkami remontowymi, zabezpieczone kratami. Przy ujęciu wybudowano tzw. nieckę wypadową, czyli betonowe zagłębienie mające uchronić dno zbiornika dolnego przed erozją.

## Wyposażenie elektroenergetyczne
Elektrownia wyposażona jest w cztery turbozespoły odwracalne posiadające turbiny typu Francisa. Moc generatorowa każdego turbozespołu wynosi 125 MW, a moc pompowa 135,5 MW. Pierwotną automatykę turbozespołu zaprojektowała i dostarczyła szwedzka firma ASEA-KMW, obecnie w związku z postępem techniki spora część automatyki została zastąpiona przez nowocześniejsze rozwiązania innych firm. Obroty znamionowe turbozespołu wynoszą 600 obr./min, co daje przełyk 35,1 m³/s wody w pracy generatorowej i 29,8 m³/s wody w pracy pompowej. Rozruch turbozespołu trwa 180 sekund, zatrzymanie z pełnego obciążenia w pracy generatorowej trwa 143 s. Możliwe jest płynne przejście z pracy generatorowej do pompowej w czasie 10 minut. Pompo-turbina i generator-silnik osadzone są na wspólnym, pionowym wale głównym.

### Pompoturbina
Pompoturbiny zostały zaprojektowane przez biuro konstrukcyjne firmy Boving i wykonane w fabryce Markham w Chesterfield w Anglii. Spirale turbin wykonano w zakładach ČKD Blansko. Montaż i spawanie spirali zajmowało nawet 7 miesięcy przy pracy spawaczy na dwóch 12-godzinnych zmianach i pracy monterów na jednej dwunastogodzinnej zmianie. Każda turbina posiada indywidualny zawór kulowy o średnicy 1,65 m i masie ok. 80 ton, umieszczony na wlotach do spiral, zaprojektowany przez firmę Boving, na ciśnienie robocze 6,4 MPa i ciśnienie chwilowe 8,8 MPa oraz wyprodukowany w zakładach ČKD Blansko. Dodatkowo zastosowano zasuwy remontowe produkcji ČKD Blansko, opuszczane na czas remontów. Ciśnienie robocze zasuw wynosi 0,8 MPa.

### Generator-silnik
Projekt generatorów synchronicznych został wykonany przez firmę GEC Machines Rugby na zlecenie firmy Boving. Generator nr 1 został wyprodukowany przez firmę GEC, a pozostałe generatory zostały wykonane przez firmę „Dolmel” Wrocław na podstawie angielskiej dokumentacji. Napięcie znamionowe generatorów wynosi 13,8 kV. Układ wzbudzania oparty jest na tyrystorach. Maszyna posiada układ wody chłodzącej z wymuszonym obiegiem otwartym. Układ chłodzi również m.in. łożyska wału głównego i oporniki silnika rozruchowego. Wymagana minimalna ilość wody chłodzącej dla jednego turbozespołu wynosi 697 m³/h.

### Silnik rozruchowy

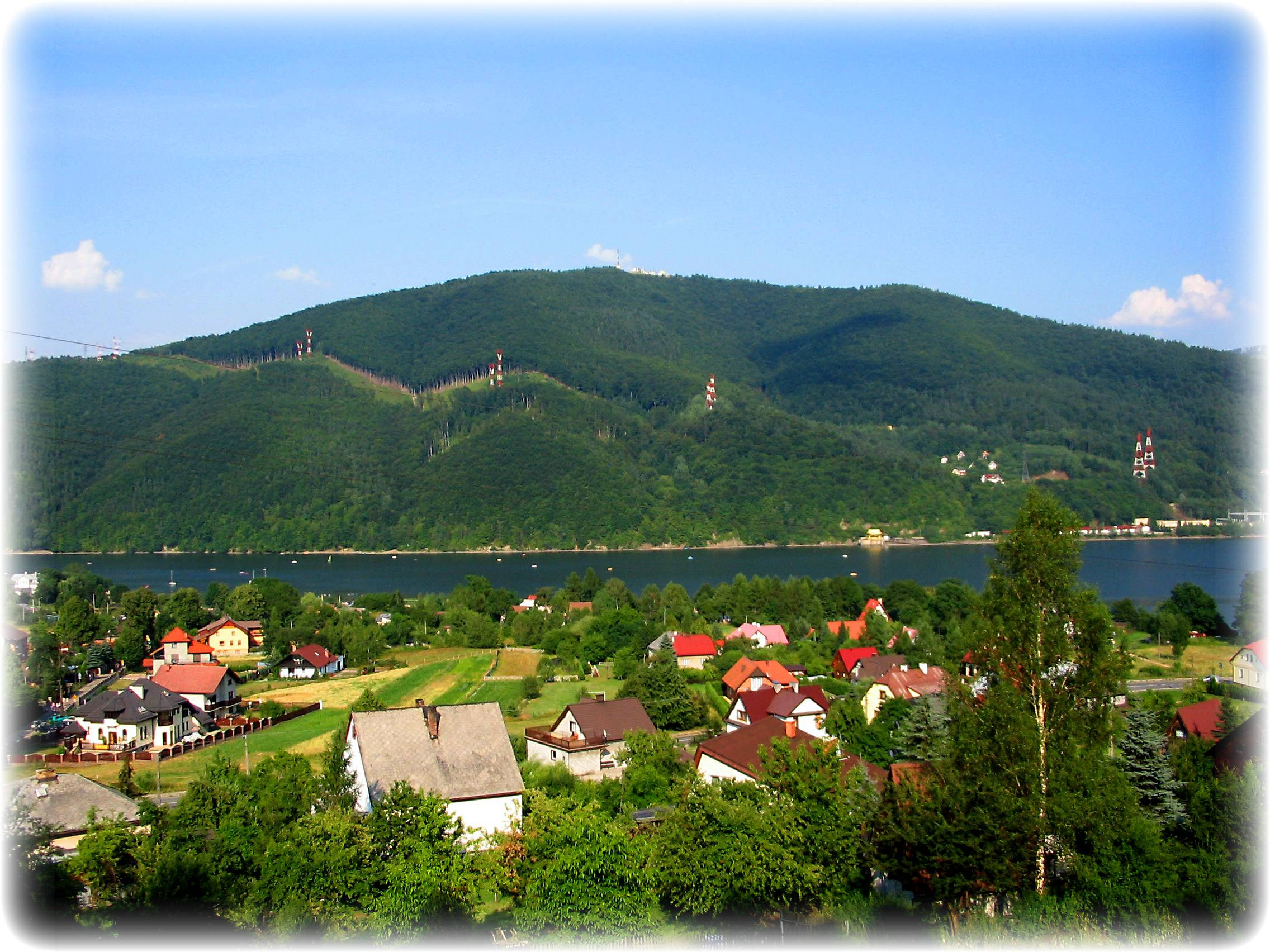
Widok na napowietrzne linie wyprowadzenia mocy

Ze względu na specyfikę generatorów synchronicznych każdy turbozespół wyposażony jest w silnik rozruchowy o mocy 8 MW stosowany do rozruchu do pracy pompowej (do pracy generatorowej rozpęd następuje samoczynnie na skutek ciśnienia grawitacyjnego wody), rozpędzający wał do obrotów podsynchronicznych, przy których pracę może przejąć generator-silnik. Silnik jest silnikiem asynchronicznym, pierścieniowym, zasilanym napięciem 13,8 kV z odczepów generatora, posiadającym o jedną parę biegunów mniej niż maszyna synchroniczna. Urządzenie służy również do elektrycznego hamowania turbozespołu (oprócz tego wał posiada hamulce mechaniczne cierne). Do rozruchu służy płynowy opornik rozruchowy włączony szeregowo w uzwojenia wirnika. Rezystancja opornika jest regulowana zmianą głębokości zanurzenia metalowych elektrod opornika w elektrolicie.

### Wyprowadzenie mocy
Moc z generatora jest wyprowadzona za pomocą ekranowanych szyn elektrycznych na olejowy transformator blokowy 13,8/242 kV 150 MVA produkcji ELTA Łódź. Z transformatora za pomocą kabli olejowych firmy Felten u. Guilleaume umieszczonych w sztolni kablowej wyprowadzona jest na napowietrzną rozdzielnię odłącznikową, skąd liniami napowietrznymi trafia do miejsca włączenia do krajowego systemu energetycznego, czyli do rozdzielni 220 kV „Bujaków”.

## Awarie
W elektrowni oprócz pomniejszych awarii eksploatacyjnych wydarzyła się tylko jedna poważna awaria. W nocy 27/28 kwietnia 1989 roku hydrozespół nr 1 został uruchomiony do pracy pompowej przez dyżurnego Krajowej Dyspozycji Mocy w Warszawie z wykorzystaniem automatyki telesterowania. Rozruch i synchronizacja z siecią przebiegły pomyślnie. Po około 10–15 sekundach pracy obsługa usłyszała narastający łomot i wibracje. W tym momencie nastąpił silny wybuch i pożar generatora. Automatyka natychmiast wyłączyła turbozespół nr 1 oraz uruchomiony do pracy pompowej kilka minut wcześniej hydrozespół nr 3. Obsługa natychmiast przystąpiła do gaszenia pożaru za pomocą systemu CO2 i za pomocą ręcznych gaśnic. Doszło do uszkodzenia instalacji pomocniczych i wycieku dużych ilości wody chłodzącej i oleju.
Przyczyną awarii okazało się zerwanie w trakcie ruchu generatora części pakietu nabiegunnika nr 8 wirnika generatora. Odpadająca część uderzyła w rdzeń stojana doprowadzając do zwarcia uzwojenia, a następnie trąc o blachy stojana zakleszczyła się, wskutek czego nastąpiło wyhamowanie wirnika i przesunięcie stojana po obwodzie zewnętrznym o około 1 m. Zerwane zostały wszystkie rurociągi wody chłodzącej co spowodowało wyciek wody. Jednocześnie nastąpiło ścięcie wszystkich śrub sprzęgła silnika rozruchowego z generatorem i silnik odpadł od turbozespołu. Po remoncie kapitalnym i modernizacji maszynę przywrócono do pracy 10 czerwca 1992 r.

## Elektrownia dziś
Elektrownia Porąbka-Żar jest udostępniona do zwiedzania. Na terenie zakładu znajduje się strzelnica zakładowego koła LOK, nie jest ona jednak ogólnodostępna.

## Galeria

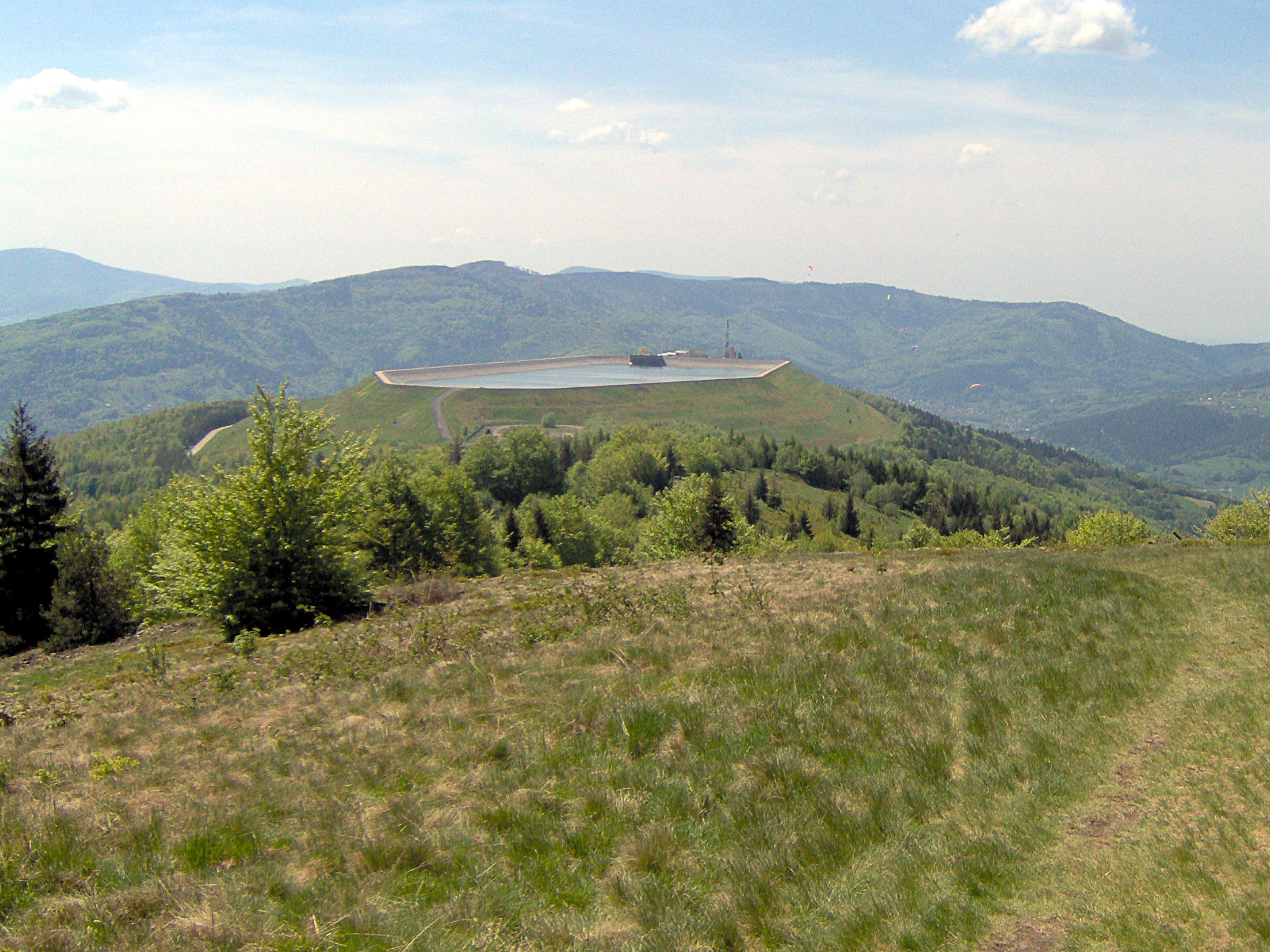
Widok na elektrownię szczytowo-pompową Porąbka-Żar z góry Kiczera
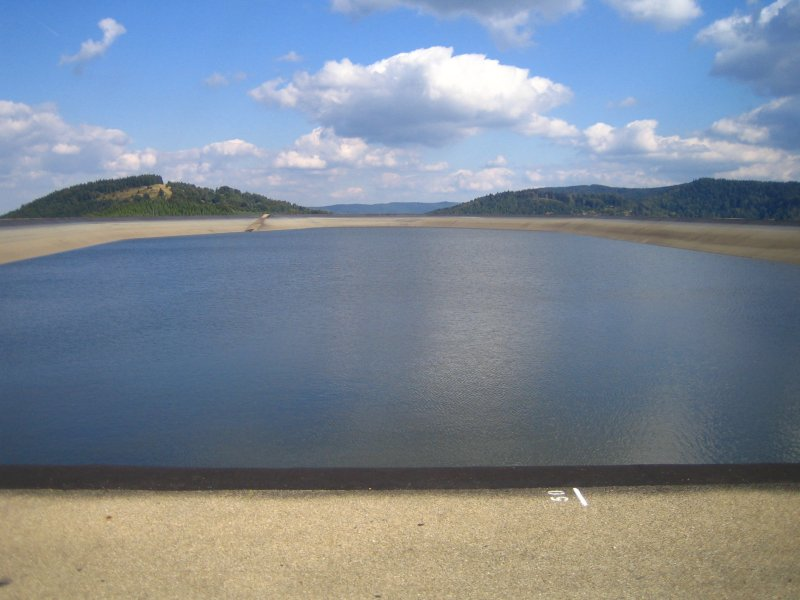
Zbiornik wodny elektrowni
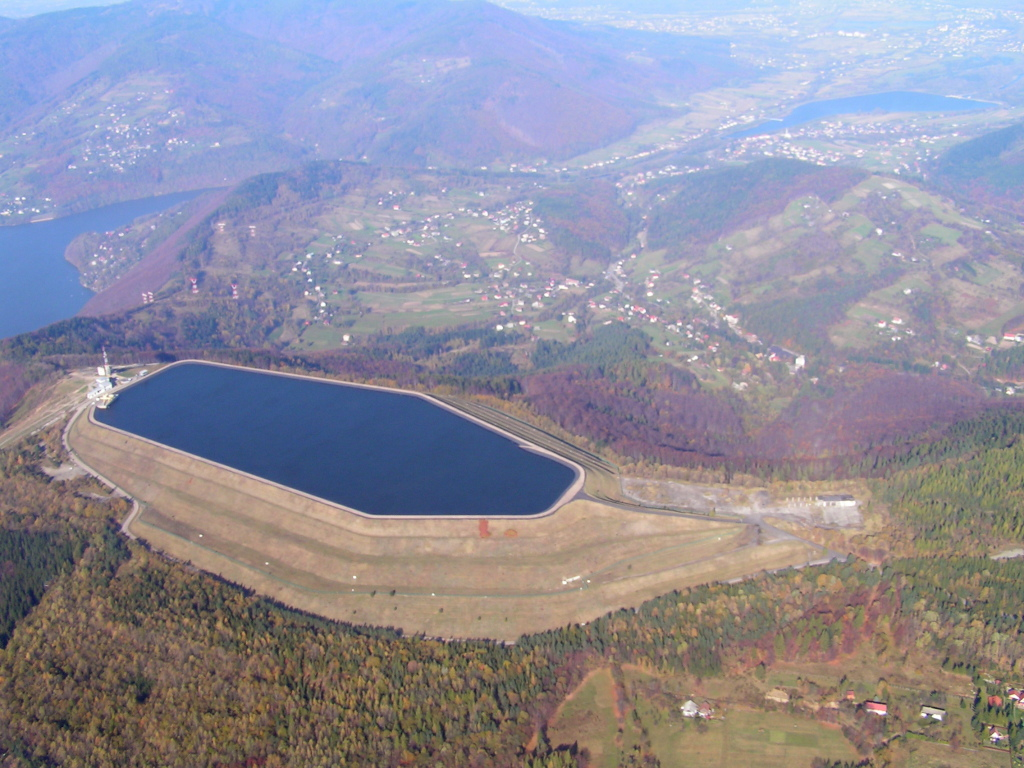
Zbiornik wodny elektrowni widziany z kabiny szybowca
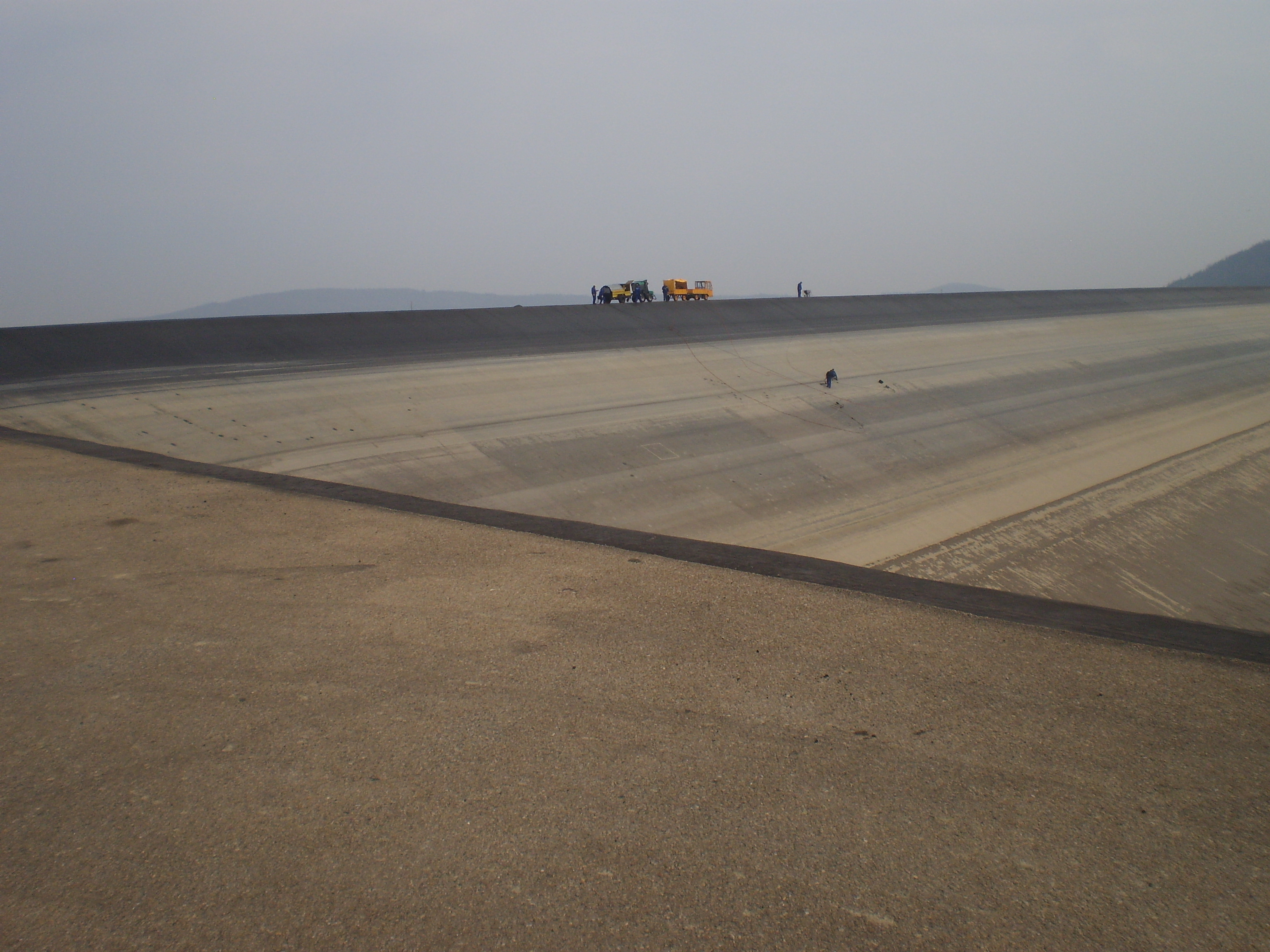
Pusty zbiornik
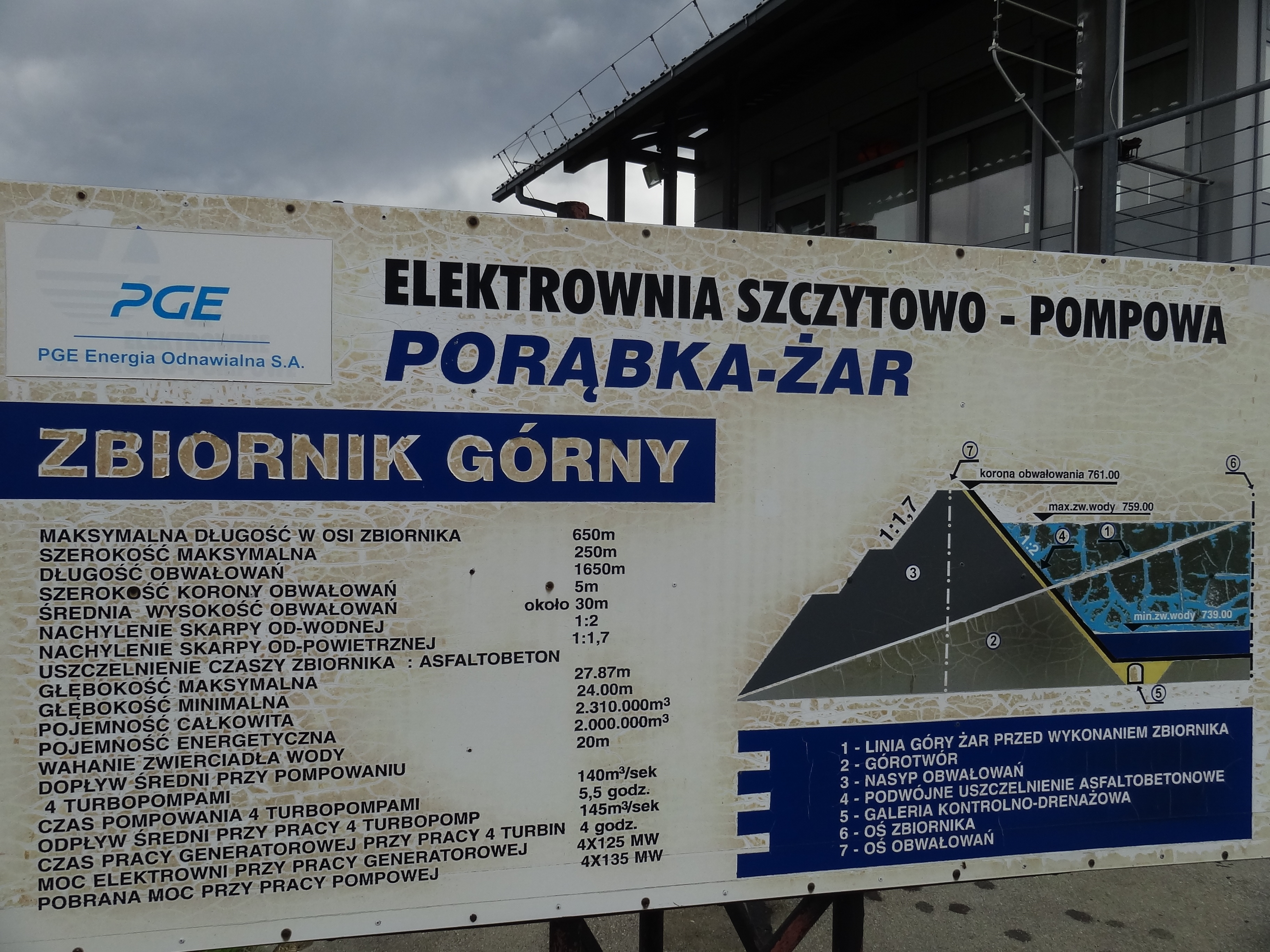
Tablica informacyjna